# 컬처 컨비니언스 클럽

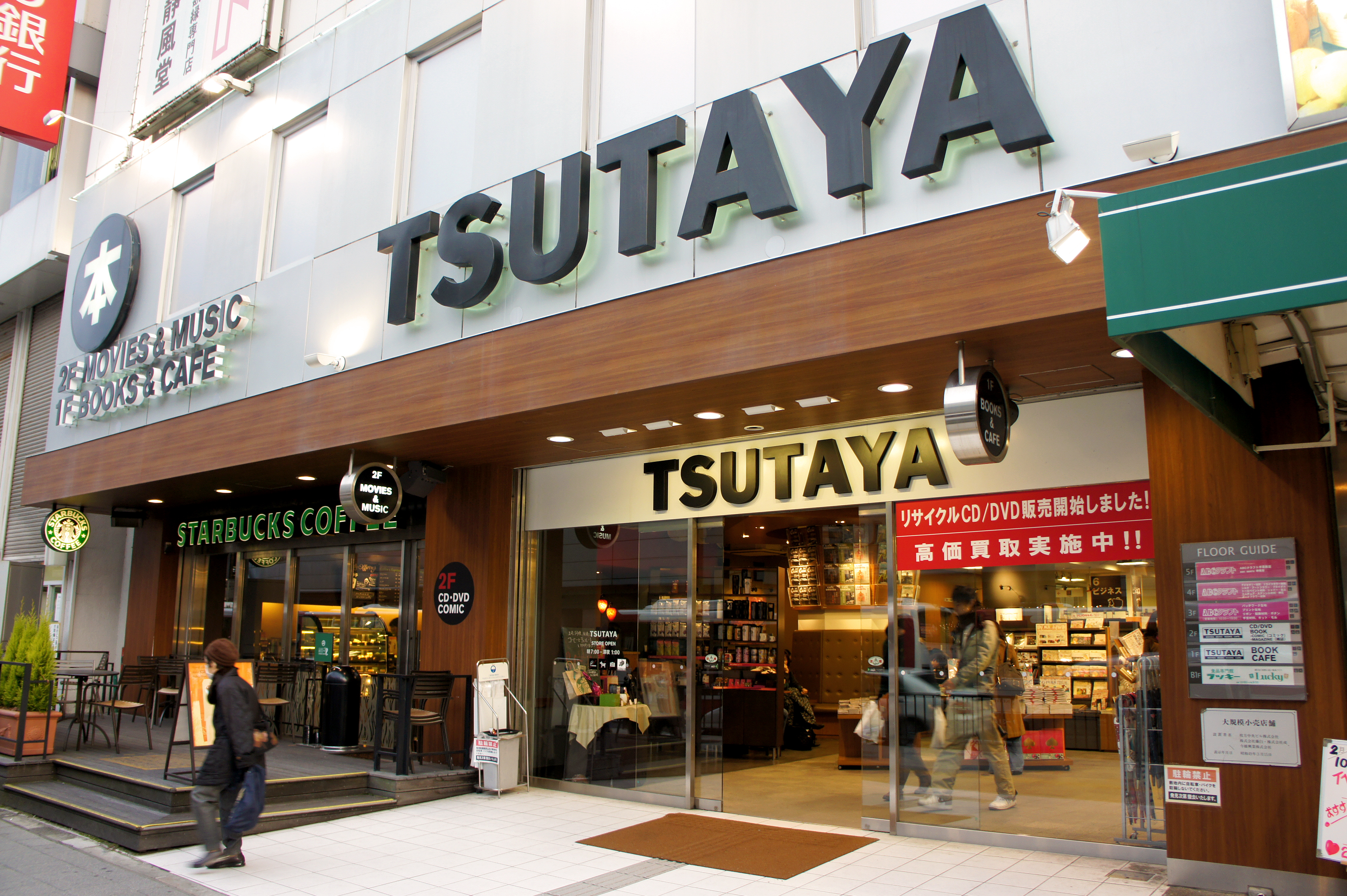
TSUTAYA 히라카타 역 본점

컬처 컨비니언스 클럽(일본어: カルチュア・コンビニエンス・クラブ 카루추아 콘비니엔스 쿠라부[*], 영어: Culture Convenience Club Co., Ltd.)은 약 4500만명의 회원 데이터베이스를 기반으로 "TSUTAYA"(蔦屋)의 직영 및 프랜차이즈 사업 "TSUTAYA DISCAS","TSUTAYA TV"등 인터넷 엔터테인먼트 사업, 및 "T포인트"의 운영 및 컨설팅 사업을 하는 일본의 회사이다.
츠타야는 음반 대여업을 위주로 성장하였으며 점차 라이프스타일을 파는 형태로 변해가고 있다. 2011년 츠타야에서 다이칸야마에 개설한 T-Site(代官山T-SITE)는 서점 개념의 혁신을 가져왔다는 평가를 받고있다.

## 같이 보기
- 쓰타야 주자부로